# Бондаренко, Андрей Леонидович
Андрей Леонидович Бондаренко (род. 1964) — российский книжный художник и дизайнер.

## Биография
Окончил Школу-студию МХАТ, по специальности «художник-технолог сцены». Дебютировал как сценограф в студенческие годы, работал в Большом театре под руководством Валерия Левенталя, оформил спектакль своего соученика Михаила Макеева по пьесе Славомира Мрожека «Эмигранты», ставший в конце 1980-х гг. событием в московской театральной жизни. По завершении образования работал художником в Библиотеке иностранной литературы.
Дебютировал как художник книги в 1989 году, оформив сборник статей Константина Кедрова «Поэтический космос»; работал в издательстве «Советский писатель». В 1991 году стал лауреатом Всесоюзного конкурса художников книги в 1991 году (за детскую книжку Спайка Миллигана «Чашка по-английски» в переводе Григория Кружкова).
Наибольшую известность принесло Бондаренко начавшееся в 2000 году сотрудничество с издательством «Ad Marginem», для которого он создал серию обложек к книгам Владимира Сорокина. Среди других издательств, с которыми многократно работал Бондаренко, — «Эксмо», «АСТ», «Corpus», «Симпозиум», «Иностранка», «ОГИ». Работал с многими книгами Бориса Акунина, русскими изданиями Умберто Эко, Питера Хёга и др.
Удостоен премии «Человек книги» (2005).